# Альфа Жирафа
Альфа Жирафа (Alpha Cam / α Camelopardalis / α Cam) — мощный голубой сверхгигант спектрального класса O9 с видимой звёздной величиной в 4,301m. Расстояние до звезды очень большое — примерно 7 тысяч световых лет, и тем не менее, звезда видна невооружённым глазом. Сама звезда ярче Солнца (болометрически) почти в миллион раз, и тяжелее — в 50 раз. Температура поверхности звезды составляет около 32 000 K.
Это третья по яркости звезда в созвездии Жирафа, первое и второе место занимают Бета Жирафа и CS Жирафа соответственно.
Ранее считалось, что звезда стремительно убегает из рассеянного скопления Cam OB1, но в последнее время существуют сомнения по этому поводу. Звезда имеет в спектре сильные эмиссионные линии, и быстро теряет массу, примерно 6 миллионных солнечной массы за год.